# Szabadság és Közvetlen Demokrácia Európája
A Szabadság és Közvetlen Demokrácia Európája (angolul: Europe of Freedom and Direct Democracy) jobboldali populista euroszkeptikus európai parlamenti frakció volt, amelyet Nigel Farage, a Brit Függetlenségi Párt elnöke alakított 2014. június 24-én.
A 2019-es európai parlamenti választásokat követően a pártcsoportot alkotó pártok mindössze 3 uniós tagállamot képviselnek. A csoport az új parlamentben nem alakíthat frakciót. (A jelenlegi szabályok szerint frakció alakításához legalább 7 tagállamból kell megválasztott képviselőnek lennie).

## Pártok
- Az Egyesült Királyság Függetlenségi Pártja (Anglia)
- 5 Csillag Mozgalom (Olaszország)
- Alternatíva Németországért (Németország) az Identitás és Demokrácia csoporthoz csatlakozott 2019-ben
- Rend és Igazságosság (Litvánia)
- KORWIN (Lengyelország)
- Svéd Demokraták (Svédország)

## Vezetők
- Nigel Farage (elnök, Anglia)
- David Borrelli (elnök, Olaszország)
- Roger Helmer (elnökhelyettes, Anglia)
- Joëlle Bergeron (alelnök, Franciaország)
- Peter Lundgren (alelnök, Svédország)
- Petr Mach (alelnök, Csehország)
- Piernicola Pedicini (alelnök, Olaszország)
- Robert Jarosław Iwaszkiewicz (alelnök, Lengyelország)
- Rolandas Paksas (alelnök, Litvánia)
- Beatrix von Storch (alelnök, Németország)
- Tiziana Beghin (kincstárnok, Olaszország)